# 1984
| 1984                                                                     |
| ------------------------------------------------------------------------ |
| Dødsfald - Fødsler                                                       |
| • Begivenheder • Film • Litteratur • Musik • Politik • Sport • Videnskab |

| Gregoriansk kalender | 1984 MCMLXXXIV          |
| Ab urbe condita      | 2737                    |
| Armensk kalender     | 1433 ԹՎ ՌՆԼԳ            |
| Kinesiske kalender   | 4680 – 4681 癸亥 – 甲子 |
| Etiopisk kalender    | 1976 – 1977             |
| Jødisk kalender      | 5744 – 5745             |
| Hindukalendere       |                         |
| - Vikram Samvat      | 2039 – 2040             |
| - Shaka Samvat       | 1906 – 1907             |
| - Kali Yuga          | 5085 – 5086             |
| Iransk kalender      | 1362 – 1363             |
| Islamisk kalender    | 1405 – 1406             |

Regerende dronning i Danmark: Margrethe 2. 1972-2024
 For alternative betydninger, se 1984 (flertydig). (Se også artikler, som begynder med 1984)
Se også 1984 (tal)

## Begivenheder

### Udateret
- Apple Macintosh introduceres af Apple Computer i en Super Bowl-reklame med billeder fra George Orwells bog 1984

### Januar
- 3. januar – Under et voldsomt stormvejr i Danmark, forulykkede en Mærsk-helikopter under flyvning fra Esbjerg til en boreplatform i Gorm-feltet, og tre omkom.
- 4. januar – Under israelske angreb med mål i Baalbek i det østlige Libanon bliver cirka 100 dræbt og mindst 400 såret.
- 10. januar – Folketingsvalg i Danmark.
- 16. januar – Mogens Glistrup, som ellers er midt i afsoningen af en dom for groft skattesvig, tager plads i Folketinget, efter han er blevet genvalgt. Folketinget skal senere bestemme, om han er værdig til at blive siddende
- 24. januar - Den første Apple Macintosh kommer i handlen

### Februar
- 5. februar - tidligere naziofficer Klaus Barbie anklages for krigsforbrydelser under 2. verdenskrig; han har opholdt sig i Bolivia
- 21. februar - USA's tropper begynder at trække sig tilbage fra Beirut, Libanon

### Marts
- 9. marts - DFDS Scandinavian Sun udbrænder i Florida. 2 passagerer omkommer
- 17. marts - Dronning Margrethe og prins Henrik indleder et officielt besøg i Saudi-Arabien
- 19. marts - I København demonstrerer fiskere med 32 fiskekuttere fra Esbjerg mod nedskæringer i bifangstkvoterne

### April
- 7. april - Der rejses tiltale mod Cheminova for udledning af 3,6 tons insektgift

### Maj
- 5. maj - 100 medlemmer bryder ud af Fremskridtspartiet og danner De Frie Demokrater
- 8. maj - Sovjetunionen meddeler sit boykot af OL af frygt for de russiske sportsfolks sikkerhed
- 17. maj - tidligere FDB-direktør Klaus Munch Nielsen frifindes for at have modtaget returkommission, men idømmes 3 måneders betinget fængsel og bøde for bedrage
- 25. maj - Rockerbanden "Bullshits" præsident Henning Norbert Knudsen, kaldet "Makrellen", myrdes uden for sin bopæl på Amager

### Juni
- 5. juni - over 1.000 bliver dræbt, da indiske regeringstropper stormer sikh-helligdommen ”Det Gyldne Tempel” i Amritsar
- 5. juni - på Normandiets kyst afslører Prins Henrik et mindesmærke for de 8.000 danske søfolk, der deltog i de allieredes invasion i 1944
- 12. juni - borgmester Villo Sigurdsson beslutter at afskedige den uorganiserede brandmand Max Blicher Hansen, som svarer igen med et erstatningskrav på 6,5 mio kr.
- 14. juni - Else Hammerich, Folkebevægelsen mod EF, og Poul Møller og Claus Toksvig fra de konservative bliver de store stemmeslugere ved valget til Europaparlamentet
- 15. juni - den skriftlige eksamen på landets 40 tekniske skoler må gå om, da 800 elever får udleveret samme opgave som ved foregående års eksamen
- 23. juni - den koldeste, vådeste og meste stormfulde sankthansaften i mands minde. De færreste bål når at blive tændt. 900 både på vej Sjælland Rundt må søge havn
- 30. juni – John Turner bliver Canadas 17. premierminister

### August
- 4. august - Rom er ikke længere en hellig by, efter at det italienske senat vedtager et konkordat om, at den katolske kirke ikke længere skal være en statskirke
- 6. august - 53 procent af de danske tv-seere stemmer på svanen som Danmarks nationalfugl
- 31. august - over 1000 mennesker dør under en tropestorm på Filippinerne

### September
- 17. september – Brian Mulroney bliver Canadas 18. premierminister
- 19. september - 4 danske montører idømmes i Saudi-Arabien hver 75 stokkeslag for at have vidnet falsk om en færdselsulykke
- 22. september - på Venstres landsmøde i Herning vælges udenrigsminister Uffe Ellemann-Jensen med stort flertal til partiets nye landsformand
- 26. september - Storbritannien og Folkerepublikken Kina indgår aftale om overdragelse af kronkolonien Hong Kong til Kina i 1997

### Oktober
- 1. oktober - det nye naturgasnet i Danmark indvies
- 9. oktober - på initiativ fra præsident Ronald Reagan gør USA dagen til officiel flag- og mindedag for søfareren Leif den Lykkelige, som i år 1000 menes at være gået i land i Nordamerika
- 11. oktober - Astronaut på Challenger, Kathryn D. Sullivan bliver første amerikanske kvinde til at tage en spadseretur i rummet
- 12. oktober – Brighton-bombningen
- 20. oktober - Kinas kommunistiske styre gør op med Mao-tiden og vedtager vidtgående liberaliseringer af handel og industri
- 31. oktober - Indiens premierminister Indira Gandhi myrdes

### November
- 6. november – Ronald Reagan besejrer Walter F. Mondale i det amerikanske præsidentvalg. Stemmefordelingen: Ronald Reagan: 58,8 %, Walter F. Mondale: 40,6 %
- 30. november - Storbritanniens premierminister Margaret Thatcher og Frankrigs præsident François Mitterrand enes om at bygge en tunnel under Den engelske Kanal

### December
- 3. december – Mindst 1.700 omkommer og 20.000 skades efter at have indåndet skadelige cyanidgasser som følge af en ulykke ved den amerikanskejede insektgiftfabrik Union Carbide i Bhopal i Indien
- 4. december - Radiorådet vælger Hans Jørgen Jensen til generaldirektør i Danmarks Radio
- 4. december - arabiske terrorister kaprer fly fra Kuwait og tvinger det til Teheran i Iran. En uge senere stormes flyet af iranske specialtropper, og gidslerne befries
- 19. december – Storbritannien og Kina underskriver traktat om overdragelse af Hong Kong til Kina den 1. juli 1997
- 31. december - Rajiv Gandhi udnævnes til Indiens hidtil yngste regeringschef efter sin myrdede moder Indira Gandhi på grundlag af en overvældende valgsejr

## Født

### Januar
- 2. januar - Sara Poulsen, dansk skuespillerinde, stemmeskuespiller og dubber.
- 3. januar – Magnus Bruun Nielsen, dansk skuespiller, stemmeskuespiller og dubber.
- 8. januar – Aaron Rouse, amerikansk footballspiller.
- 14. januar – Mads Langer, dansk sanger.
- 16. januar – Stephan Lichtsteiner, schweizisk fodboldspiller.
- 17. januar – Calvin Harris, skotsk DJ, sanger, sangskriver og producer
- 18. januar – Makoto Hasebe, japansk fodboldspiller.
- 23. januar – Arjen Robben, professionel fodboldspiller.
- 25. januar – Simon Sears, dansk skuespiller, stemmeskuespiller og dubber.
- 26. januar – Laura Christensen, dansk skuespillerinde, stemmeskuespiller og dubber.

### Februar
- 5. februar – Carlos Tévez, argentinsk fodboldspiller.
- 5. februar – Sarah Grünewald, dansk model og tv-vært.
- 9. februar – Maria Lucia Rosenberg, dansk sangerinde og skuespillerinde.
- 18. februar – Stéphanie af Luxembourg.
- 20. februar – Trevor Noah, sydafrikansk komiker.
- 22. februar – Branislav Ivanović, serbisk fodboldspiller.
- 22. februar – Johanne Schmidt-Nielsen, dansk politiker.
- 26. februar – Natalia Lafourcade, mexicansk pop-rock sangerinde.

### Marts
- 5. marts – Shaka Loveless, dansk sanger.
- 9. marts – Mia Jexen, dansk skuespillerinde.
- 10. marts – Olivia Wilde, amerikansk skuespillerinde.
- 20. marts – Fernando Torres, spansk fodboldspiller.
- 20. marts – Lise Baastrup, dansk skuespillerinde.
- 29. marts – Morten Gundel, dansk skuespiller.
- 29. marts – Per Damgaard Hansen, dansk filmproducer.

### April
- 9. april – Michelle Nørgaard Kristensen, iværksætter og forfatter.
- 16. april – Claire Foy, engelsk skuespillerinde.
- 10. april – Mandy Moore, amerikansk popkunstner og skuespillerinde.
- 18. april – America Ferrera, amerikansk skuespillerinde.
- 23. april – Andreas Jebro, dansk skuespiller.
- 24. april – Frans Nielsen, dansk professionel ishockeyspiller.
- 27. april – Patrick Stump, amerikansk sanger.

### Maj
- 1. maj – Mikkel Boe Følsgaard, dansk skuespiller
- 10. maj – Andreas Røpke, dansk politiker.
- 14. maj – Mark Zuckerberg, amerikansk iværksætter.
- 14. maj – Olly Murs, britisk sanger.
- 31. maj – Milorad Čavić, serbisk svømmer.

### Juni
- 9. juni – Wesley Sneijder, professionel fodboldspiller.
- 15. juni – Ulla Vejby, dansk skuespillerinde.
- 20. juni – Amir Haddad, fransk sanger.
- 26. juni – Indila, fransk sangerinde.
- 27. juni – Khloé Kardashian, amerikansk skuespiller

### Juli
- 11. juli – Rachael Taylor, australsk skuespillerinde.
- 26. juli – Theresa Scavenius, dansk forsker og politiker.
- 27. juli – Taylor Schilling, amerikansk skuespillerinde.

### August
- 5. august – Helene Fischer, tysk sangerinde.
- 11. august – Liudmila Postnova, russisk håndboldspiller.

### September
- 5. september – Chris Anker Sørensen, dansk professionel cykelrytter (død 2021).
- 15. september – Dekel Keinan, israelsk fodboldspiller.
- 15. september – Prins Henry, hertug af Sussex, Hertug af Sussex.
- 17. september – Neel Rønholt, dansk skuespillerinde.
- 18. september – Nina Arianda, amerikansk skuespillerinde.
- 23. september – Mark O. Madsen, dansk bryder.
- 27. september – Avril Lavigne, canadisk sangerinde.

### Oktober
- 6. oktober – Emiliya Turey, russisk håndboldspiller.
- 11. oktober – Morten Olsen (Håndboldspiller), dansk håndboldspiller.
- 15. oktober – Mads Vad, dansk sportsdanser.
- 25. oktober – Katy Perry, amerikansk popsangerinde.
- 27. oktober – Emilie Ullerup, dansk skuespillerinde.
- 31. oktober – Hanna Hilton, amerikansk pornoskuespiller.

### November
- 1. november – Rene Toft Hansen, dansk håndboldspiller.
- 14. november – Marija Šerifović, serbisk sanger
- 21. november – Jena Malone, amerikansk skuespillerinde.
- 22. november – Scarlett Johansson, dansk-amerikansk skuespillerinde.
- 27. november – Sanna Nielsen, svensk sangerinde.
- 27 november – Tina Larsen, norsk håndboldspiller.

### December
- 6. december – Prinsesse Sofia af Sverige, svensk prinsesse.
- 12. december – Daniel Agger, dansk fodboldspiller.
- 16. december – Theo James, engelsk skuespiller.
- 20. december – Bob Morley, australsk skuespiller.
- 22. december – Basshunter, svensk sanger, musikproducer og dj.
- 30. december – LeBron James, amerikansk professionel basketballspiller

## Politik
- 17. september - Folketingets formand Svend Jacobsen godkender udtrykket "bøsser" fra talerstolen

## Sport
- 10. januar – Den alpine svenske skiløber Ingemar Stenmark skriver (endnu engang) skihistorie, da han i Adelboden vinder sin sejr nr. 75 i World Cup'en.
- 22. januar – Super Bowl XVIII Los Angeles Raiders (38) besejrer Washington Redskins (9)
- 24. juni - under EM i fodbold i Frankrig taber det danske landshold i semifinalen til Spanien efter straffesparks konkurrence[1]
- 28. juli-12. august - Sommer-OL afholdes i Los Angeles i Californien i USA.
- Vejle Boldklub bliver Danske Mestre i fodbold

## Nobelprisen
- Fysik – Carlo Rubbia, Simon van der Meer
- Kemi – Robert Bruce Merrifield
- Medicin – Niels K. Jerne, Georges J. F. Köhler, César Milstein
- Litteratur -Jaroslav Seifert
- 16. oktober - Fred – Biskop Desmond Mpilo Tutu
- Økonomi – Richard Stone

## Musik
- 5. maj – Sverige vinder årets udgave af Eurovision Song Contest, som blev afholdt i Luxembourg By, Luxembourg, med sangen "Diggi-Loo Diggi-Ley" af Herreys
- 6. august - Prince udgiver albummet Purple Rain, der gør ham til superstjerne som musiker

- Den indflydelsesrige rap-gruppe, Ultramagnetic MCs, dannes i Bronx.
- Kim Larsen hitter stort med pladen Midt om natten, med musik fra filmen af samme navn. Pladen ender med at blive den bedst sælgende plade i Danmark til dato.
- Metallica udgiver Ride the Lightning.
- Michael Jackson-videoen til albummet Thriller bliver produceret
- 25. november - en større gruppe engelske popmusikere under navnet Band Aid, indspiller sangen Do They Know It's Christmas?

## Film
9. april - filmen Tid til kærtegn af James L. Brookes får fem priser ved Oscaruddelingen i Hollywood, USA.